# 犹大·本杰明
犹大·菲利普·本杰明QC（英語：Judah Philip Benjamin，1811年8月6日—1884年5月6日）是史上首位在北美洲当上内阁官员的犹太人，也是首位保留信仰当选联邦参议员的犹太人，曾任路易斯安那州联邦参议员、美利坚联盟国内阁官员，南北战争结束逃往英国后还当上大律师。
本杰明父母都是伦敦的塞法迪犹太人，英国在拿破崙戰爭期间占领丹屬西印度群島圣克罗伊岛，夫妻二人搬到该岛，后为寻求机遇移民美国，最终定居南卡罗来纳州查尔斯顿。犹大就读耶鲁大学，但尚未毕业便退学。移居新奥尔良后他研读法律并取得律师从业资格。
本杰明无论当律师还是从政都迅速打响名气，他经济富足，家中蓄养奴隶经营种植园，1852年当选联邦参议员前曾在路易斯安那州议会两院任职。本杰明在联邦参议院以雄辩维护奴隶制，1861年路易斯安那州脱离联邦，本杰明辞去参议员职务返回新奥尔良。
美利堅聯盟國总统傑佛遜·戴維斯任命本杰明出任总检察长，但他迁至里士满后基本无事可做。戴维斯为本杰明的能力折服，任命他担任战争部长。他坚定支持总统，戴维斯投桃报李，1862年3月本杰明因邦联在羅諾克島之役惨败饱受指责之际反而升任国务卿。
本杰明担任国务卿期间力图争取法国和英国正式承认美利坚联盟国，但都沦为空谷足音。内战局势越来越不利，保存邦联逐渐变成不可能的任务，本杰明在战争后期提议释放并武装奴隶参战，但决策层直到战争结束前不久才部分接受提议。1865年初，本杰明跟随戴维斯逃离里士满，他和总统一行分开逃跑，最后戴维斯被联邦军生擒，本杰明逃出美国本土。他飘洋过海抵达英国，在此逐渐成为顶尖的大律师直到1883年退休。1884年，他在巴黎与世长辞。

## 早年经历和私生活
犹大·菲利普·本杰明1811年生于丹屬西印度群島（今美屬維爾京群島）圣克罗伊岛，英国在拿破崙戰爭期间占领该岛。他的父母是在伦敦结为连理的塞法迪犹太人，父亲菲利普·本杰明生于英国殖民地尼维斯岛，母亲婚前叫丽贝卡·德门德斯（Rebecca de Mendes）。两人靠开店维持生计，为寻求机遇迁至丹屬西印度群島。本杰明夫妇有七个孩子，犹大排第三，与婴儿期夭折的哥哥同名。犹大的名字遵照部分塞法迪犹太人传统，与主持他割礼的爷爷相同。丹屬西印度群島的正常贸易受英军占领影响很大，难以维生的本杰明一家1813年前往北卡罗来纳州費耶特維爾投靠亲属。父亲的生意还是没有显著起色，一家人又在1821年左右搬到南卡罗来纳州查尔斯顿。查尔斯顿此时的犹太人数量居全美之冠，且以宗教容忍闻名。本杰明的学识大部分源于宗教信仰，但事实证明他不善于经商；丽贝卡在港口附近卖水果赚钱养家。菲利普与丹屬西印度群島的摩西·埃里亚斯·利维（Moses Elias Levy）是堂表亲，两人合伙做生意，利维18世纪20年代初移民美国。
犹大与两兄弟在費耶特維爾的亲戚家寄宿约18个月再与家人搬到查尔斯顿。他在备受赞誉的费耶特维尔学院学习，聪明才智赢得认可。父亲在查尔斯顿与他人创办美国第一个改革派教会，因地制宜用英语而非希伯来语传道，而且缩短仪式时长。但是，犹大后因不遵守安息日规定被逐出教会。他从犹太教学到的知识深浅尚无定论，查尔斯顿许多同乡知道他很聪明，还有人愿赞助学费。
1825年，14岁的本杰明进入耶鲁大学，该校在南方人气很高，校友包括来自南卡罗来纳州的副总统约翰·卡德威尔·卡尔霍恩。本杰明的学业本来一切顺利，但尚未完成学业就在1827年突然离校。离校原因缺乏记载，1861年路易斯安那州脱离联邦，本杰明辞去联邦参议员职务时，废奴人士创办的报纸宣称他在耶鲁时偷窃被抓。他曾考虑起诉诽谤，但显然不切实际。1901年，他唯一还在世的同学声称本杰明当年是因赌博开除。为本杰明立传的罗伯特·米德（Robert Meade）认为，的确有显著证据证明本杰明涉嫌赌博，但他当年离校时毕竟只有16岁。
本杰明返回查尔斯顿后不久就搬到路易斯安那州新奥尔良，据伯特拉姆·科恩（Bertram W. Korn）拉比撰写的新奥尔良犹太人历史著作记载，他“1828年抵达新奥尔良，身上没有任何财产，全靠智慧、魅力、博采众长的心智、无穷无尽的精力在阳光下找到一席之地”。他先在商企工作，后到律师事务所当书记员并开始做学徒研读法律。路易斯安那州法律此时尚以法国和西班牙法律为基础，所以在该岛从事法律职业需掌握法语。他为赚钱用英语辅导克里奥尔人，还教娜塔莉·鲍奇·德圣马丁（Natalie Bauché de St. Martin）英语换取对方教他法语。1832年下半年，21岁的本杰明通过律师资格考试。
1833年上半年，本杰明与出身法国克里奥尔人富裕家庭的娜塔莉结为连理。她的嫁妆包括三千美元和总价值约一千美元的两名女奴，分别只有11和16岁。娜塔莉婚前在新奥尔良名声不佳，威廉·德维尔针对本杰明婚约的期刊文章声称：“圣马丁家族对摆脱小女欢欣鼓舞”，“本杰明基本是在唆使下迎娶娜塔莉，但为实现野心他毫不犹豫”。
两人婚姻不幸福，娜塔莉19世纪40年代就带着两人的独女尼内特（Ninette）到巴黎生活，而且按天主教习俗把女儿养大，本杰明每年探视母女一次。19世纪50年代后期，当上联邦参议员的本杰明说服娜塔莉带女儿回国，一家三口住在首都哥伦比亚特区，屋里的昂贵家俱是女方花钱。但娜塔莉不久又带女儿返回法国，面对连老婆都留不住的公开羞辱，本杰明委托拍卖家俱。未经证实的江湖传言声称本杰明性无能，娜塔莉偷人。
婚姻问题导致外界推测本杰明是同性戀。丹尼尔·布鲁克（Daniel Brook）2012年的文章指出，早期传记表明“历史学家几乎把他描绘成典型的同性恋男子，符合那时人们对同性恋的所有成见”，而且他们对同性恋完全缺乏了解，自己都不知道写出来的是些什么玩意儿。2001年米德执笔的本杰明传记再版，人们对本杰明是否同性恋的猜想才引起学术界重视，南北战争史学家威廉·戴维斯（William C. Davis）自承一度掩盖本杰明可能是同性恋的说法。

## 路易斯安那州律师
本杰明取得律师从业资格几个月后就首次走上路易斯安那州最高法院并打赢官司，不过从业第一年他的事业没有显著进展。他把大量空闲时间投入写作，并在1834年与托马斯·斯莱德尔（Thomas Slidell）出版《后期奥尔良领地高等法院与路易斯安那州最高法院报导裁决摘要》，创作过程需分析约六千案例。该书出版后马上大卖并助力本杰明事业腾飞，1840年本杰明已经忙于诉讼分身乏术，斯莱德尔只能独力再版。
本杰明在商法领域造诣深厚，在河港非常繁忙的国际商务与国内奴隶贸易中心新奥尔良如鱼得水。1840年，该市已是美国第四大城市，经济发达程度同样名列前茅。全国各地的商法大牌律师云集此地，本杰明仍然脱颖而出，曾为涉嫌明知奴隶身患结核病无药可救仍然销售的奴隶贩子打赢官司。本杰明也接陪审团案件，但更倾向法官审判的商法案，在上诉方面堪称专家。
本杰明1842年代理的部分案件颇具国际影响。1841年11月，“克里奥尔号”（Creole）奴隶运输船从弗吉尼亚州将奴隶运住新奥尔良销售，奴隶在途中起义并夺船开往英国殖民地巴哈马的拿骚，英国于1834年废除奴隶制，他们登岸后便获得自由。奴隶主要求保险公司赔偿15万美元被拒后告上法庭，本杰明出庭辩护。他的法庭辩论以批评奴隶主咎由自取、把太多奴隶关在一起最有名。
本杰明在庭上陈述：
什么是奴隶？奴隶是有感觉、有激情、有头脑的人。他们的心灵就像白人一样会心花怒放、会由嫉妒灼伤、会因悲伤疼痛，他们会因克制和不适情绪低落，会为复仇热血沸腾，而且渴望并珍视自由……考虑奴隶的为人、他们与生俱来的本能在特殊处境下进一步激发和增强，不用多长时间就极易生起反抗之心，时刻准备着把握机遇重获自由。
法庭裁定保险公司胜诉，但理由不仅是本杰明的主张。他的发言广为流传，废奴团体也不例外。历史学家伊莱·埃文斯（Eli Evans）曾为本杰明立传，他认为传主在“克里奥尔号”案的发言不代表个人真实主张，只是为服务客户采用戏剧化的论点转移法庭视线，避开对己方不利的薄弱环节，这在当时很常见。埃文斯还称，本杰明在法庭发表上述陈述后居然还能在内战爆发前支持奴隶制的路易斯安那州担任公职，可谓非常了不起。

## 从政生涯

### 州内政坛
本杰明早在19世纪30年代辉格党成型时就支持该党，他越来越积极地参与党派政治，曾于1841年竞选新奥尔良市议员落败。1842年本杰明当选路易斯安那州众议员，民主党宣称选举涉嫌欺诈。路易斯安那州此时规定公民必须拥有一定财产才有选举权，辉格党的支持者为选举权求取运输许可证。选民无需证明拥有运输工具，但选举官员必须根据许可证认定此人有财产，进而有权投票。民主党媒体指控本杰明是如此手段的幕后主使。州议会1844年投票决定召开修宪大会，本杰明是新奥尔良代表。他在会上反对像联邦选举那样在州选举时把每名奴隶视为五分之三个人，大会最后赞成他的立场，路易斯安那州选举完全不把奴隶按人计算。埃文斯指出，“全州各个角落的政坛元老都对”本杰明的“机智、礼貌和妥协能力非常满意”。
据迈伦·伯曼（Myron Berman）拉比的里士满犹太人历史著作所述，内战爆发前南方白人对犹太人的态度如下：
内战爆发前犹太人和南方白人间看似自由自在、关系融洽，但背后却是源自历史的反犹太偏见。犹太人一方面是圣经族长、自由使徒，另一方面又是叛徒犹大和《威尼斯商人》里唯利是图的夏洛克，靠国家不幸大发横财。只不过犹太人善于融入社会，又有黑人充当社会弊端的替罪羊，而且没有多少经济等方面危机，使得南方的反犹太情绪得以压制，或至少可谓暂时潜伏起来。
19世纪40年代初，本杰明靠当律师积累可观财富，并与他人合伙买下贝勒切斯（Bellechasse）甘蔗种植园经营。此次购买及随后种植园内建造的毫宅大幅推动本杰明的雄心，路易斯安那州政坛掌握在种植园主阶层手中，没有大量土地和奴隶的人根本得不到信任。本杰明夫妇的关系此时已经恶化，他希望夫人满足于种植园生活，但这注定徒劳无功。本杰明致力改善种植园，引进新品种甘蔗并采用最新手法和设备制糖。他购买140名奴隶在种植园工作，并以人道对待奴隶闻名。
19世纪40年代后期本杰明淡出政坛，把精力投入种植园和律师事业。1847年，与儿子一起到新奥尔良生活的丽贝卡死于黄热病疫情。1848年，本杰明担任辉格党选举人，把票投给当选美国总统的路易斯安那州种植园主扎卡里·泰勒将军。他与其他路易斯安那州同胞陪同泰勒前往哥伦比亚特区参加新总统就职典礼，本杰明还出席詹姆斯·诺克斯·波尔克总统离任前的国宴。1850年泰勒去世后接掌白宫的米勒德·菲尔莫尔提名本杰明出任加利福尼亚北区联邦地区法院法官，但他在参议院确认提名后谢绝，觉得3500美元年薪实在太少。本杰明次年在新奥尔良协助联邦检察官起诉意图在古巴激起当地人起义反抗西班牙统治的美国冒险家，但两起案件都以流审告终。

### 墨西哥铁路
本杰明有意加强新奥尔良与加利福尼亚州的贸易联系，他推动基础设施项目在瓦哈卡州附近的墨西哥地峡修建铁路，提升客运和货运效率。据《纽约时报》报导，本杰明在1852年的铁路建筑商大会演讲，称这条贸易路线“属于新奥尔良，沿途商业所到之处能建造帝国”。他向其他议员游说，争取纽约私人银行家注资，还协助组织人员施工。他用私人信件把遇到的问题告知项目支持者，工人面临黄热病威胁、运载建筑材料的船只遭遇恶劣海况、美国和墨西哥政府的举动或不作为导致工程延误及成本上升。1861年南北战争爆发，铁路项目无疾而终，支持者投入的数十万美元付诸东流。

### 当选联邦参议员

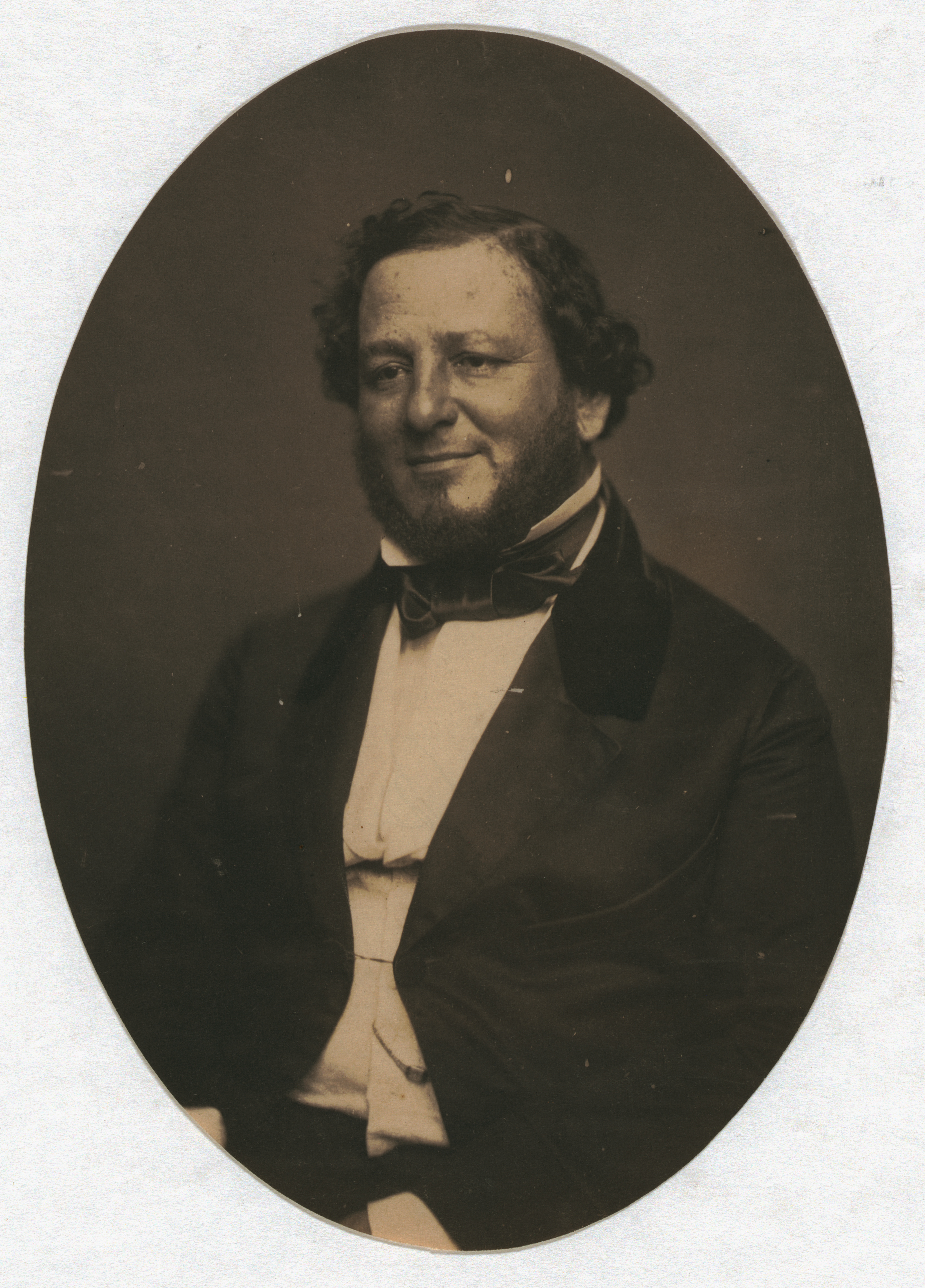
1856年左右的本杰明

1851年夏本杰明远赴海外，曾到巴黎探视娜塔莉母女。1851年10月，辉格党提名尚未回国的本杰明竞选州参议员，人不在还是轻松当选。该州联邦参议员席位将在1853年3月4日出缺，本杰明在1852年1月新一届州议会开幕时已是辉格党颇具胜算的候选人。根据1845年宪法，负责推举联邦参议员的路易斯安那州议会每两年开会一次，下一次开会就是席位出缺后。部分辉格党报纸认为本杰明虽然才华毋庸置疑，但40岁还是太年轻，难免经验不足。辉格党州议会党团对此不以为然，在第二轮投票提名本杰明，接着他就在两院选举战胜民主党对手所罗门·唐斯（Solomon W. Downs）。
菲尔莫尔总统也是辉格党人，之前提名最高法院大法官被民主党把控的参议院否决，总统离任前表示愿意提名本杰明。《纽约时报》1853年2月15日称，“如果总统提名本杰明，民主党决心确认”。新总统富兰克林·皮尔斯是民主党人，同样表示愿提名本杰明到最高法院任职。皮尔斯·巴特勒1908年的本杰明传记推断，刚刚当上参议员的本杰明可能更倾向积极政治活动，而且还在经营收入丰厚的律师业务，这与参议员职责不冲突，但要进入最高法院就必须放弃其他事业，所以两次都谢绝提名。他18次走上最高法院打官司，其中13次获胜。
1853年3月4日，本杰明在皮尔斯总统就职典礼前的短会上宣誓就任路易斯安那州联邦参议员，新同事包括伊利诺伊州的史蒂芬·阿諾·道格拉斯、弗吉尼亚州的罗伯特·亨特（Robert M. T. Hunter）、德克萨斯州的山姆·休士頓。举国上下大部分人都希望1850年妥协案能解决各方分歧，奴隶制问题暂时得以缓解。参议院休会期间本杰明留在哥伦比亚特区打官司，许多案件需要他走进当时就在国会大厦办公的最高法院，为他带来丰厚收入。本杰明没有时间处理新奥尔良的生意，律师业务由合伙人负责，贝勒切斯种植园只能转手。

### 代言奴隶制
本杰明认为宪法保障公民财产权，奴隶制理当继续。正如巴特勒所言，本杰明认为北方人“抢劫”奴隶之举和偷马没什么两样。他不像部分奴隶制支持者那样认为奴隶是劣等种族，地位已由天神注定，埃文斯认为这主要是因为本杰斯并非生来就是奴隶主，而是后天逐渐养成。他赞同南方白人广泛认可的观点，认为如果真有解放的一天，黑奴也需要很多年才能做好准备。他们担心释放奴隶会摧毁无数人的生活，黑奴获得自由后会谋杀昔日的主人和情妇。海地革命爆发后，起义的奴隶杀害大量白人和穆拉托人，并在1804年摆脱法国控制独立，美国南方白人此后一直担心黑奴一旦起义会有类似举动。1852年反奴隶制著作《汤姆叔叔的小屋》出版，本杰明发言谴责哈里特·比彻·斯托在书中的表述，声称绝大多数奴隶待遇良好，种植园虽有鞭打或烙印之类处罚，但总比北方白人犯下类似罪行后坐牢仁慈。
1854年初，道格拉斯参议员提出《堪薩斯-內布拉斯加法案》，呼吁堪萨斯和內布拉斯加領地由居民自决作为蓄奴州还是自由州加入联邦。这种公民自决投票结果难料，原本按1820年《密苏里妥协》禁止奴隶制的领地可能变成蓄奴州。本杰明在辩论时宣称此举能够恢复“立国先贤的传统”，联邦政府不以立法手段干涉奴隶制。他还称，南方州想要的不过是独立自主。法案通过后引起强烈政治反弹，南北双方靠1820和1850年妥协解决的分歧卷土重来。辉格党四分五裂，大批北方辉格党人加入新成立的共和党，誓要阻止奴隶制扩散。1854至1855年，本杰明在残留的辉格党仍属核心，但身为少数党议员对立法已经没什么影响，也没有进入重要的委员会工作。
本杰明1856年5月加入民主党，称该党遵循昔日辉格党的原则。他在写给选民的信中表示，北方辉格党人没有用选票支持宪法赋予南方州的权利，所以辉格党不再是民族政党。
本杰明在皮尔斯举办的国宴上结识战争部长傑佛遜·戴維斯，部长夫人瓦琳娜（Varina）觉得本杰明机智且富于活力，不像是伟大的参议员那般令人压抑。本杰明和戴维斯都有担任南方乃至国家领导人的雄心，埃文斯称他们的关系“相互尊重但心怀警惕”。两人偶有分歧，1858年担任密西西比州联邦参议员的戴维斯对本杰明质问军事法案心生反感，一怒之下讽刺本杰明不像为国为民的国会议员，倒像是付费律师，本杰明要求决斗，戴维斯随后道歉。
本杰明在参议院演讲时主张，联邦是各州遵照契约组成，任何州都有权分家单过。但他深信分裂过程绝不可能和平，并在1856年表示内战无可避免，而且必然可怕至极。1859年选举期间，路易斯安那州北部议员无法接受州内两名联邦参议员都来自新奥尔良，还有指控宣称本杰明卷入土地丑闻，导致州议会经过43轮投票才推举他连任。

### 分裂危机

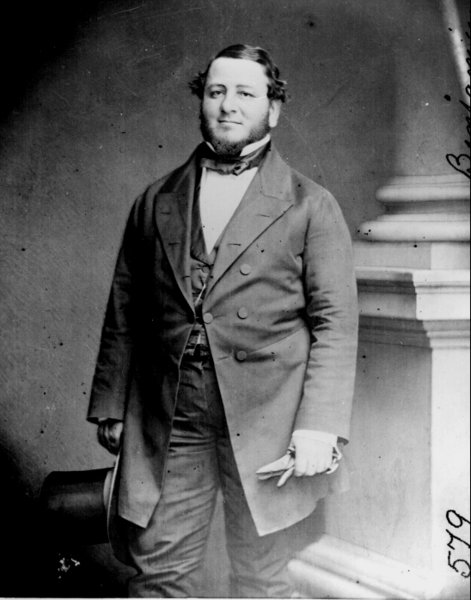
1860至1865年左右的本杰明

本杰明认为道格拉斯已站在南方的对立面，力图确保对方拿不到1860年民主党总统候选人提名。道格拉斯宣称联邦最高法院在斯科特诉桑福德案裁定国会无权限制各领地的奴隶制，但领地居民有权通过立法禁止，南方人对此很不满。本杰明在道格拉斯竞选连任时称赞后者的对手、前联邦众议员亚伯拉罕·林肯至少忠于原则，反对奴隶制扩张，不像道格拉斯这般道貌岸然。戴维斯参议员同样反对道格拉斯，并与本杰明共同导致1860年民主党全国大会无法提名任何人选，党派分裂成南北派系。北方代表支持道格拉斯，南方选中来自肯塔基州的副总统约翰·C·布雷肯里奇。本杰明和戴维斯都反对道格拉斯，但在部分种族议题仍有分歧。本杰明五月投票支持把美国海军从非法奴隶运输船解救的黑人经基韦斯特送回非洲，戴维斯与许多南方议员反对法案。
1860年6至12月，本杰明几乎全身心投入“美国诉卡斯蒂列罗案”（United States v. Castillero），案件下半年后几个月在旧金山审理。该案主要关注墨西哥政府统治加利福尼亚时所发土地契约是否有效。卡斯蒂列罗公司将部分土地租给英国矿业公司，美国当局裁定契约无效后他们聘请本杰明打官司，后者为此赴旧金山工作四个月。10月案件开审后本杰明持续陈述六天之久，《纽约时报》驻旧金山记者写道，本杰明对当地人来说还很陌生，但在法庭吸引的群众人数无与伦比，“把乏味之极的案件变得妙趣横生”。11月上旬案件进入法官审理阶段后本杰明赶往纽约，1861年1月法庭的裁决基本支持卡斯蒂列罗公司，但该司仍不满意并上诉。第二年联邦最高法院虽有三名大法官提出异议，但多数意见推翻下级法院裁决，弄巧成拙的卡斯蒂列罗公司一败涂地。本杰明此时已是美利坚联盟国内阁官员，无法出庭辩论，只有助理律师把他的意见摘录呈交法庭。
本杰明返回美国东岸时，共和党候选人林肯已经赢得大选，路易斯安那州及其他地区出现脱离联邦的呼声。《新奥尔良花絮报》（New Orleans Times-Picayune）称本杰明主张把分裂作为最后手段。1860年12月23日，路易斯安那州又有刊物登出本杰明同月8日签发的信，称北方人士对南方同胞的敌意无可改变，南方人应当脱离双方共同的政府。他还在南方国会议员致选民的联名信签字，敦促分裂的州另组联盟。另有据称本杰明在分裂危机期间所写的信显示，他把分裂视为手段，用于在联邦改组后争取更有利的条件。
南方民意转向支持分裂，本杰明于1860年12月31日在参议院发表告别演说，旁听席上满是群众，希望听到南方极具实力的演说家辩论。本杰明没有让他们失望，据埃文斯记载：“历史学家认为本杰明的告别（演说）……在美国史上名列前茅”。本杰明预示南方州脱离联邦会引发内战：
谁都无法预言这可怕的争斗将何去何从，但我敢说：我们的武装面对战争或许处境不利，你们或许会把我们详和的土地变得荒芜，用火炬和火把焚烧我们的城市……你们或许能为所欲为，但永远都休想征服我们，你们永远都不能把自由土地之子变成附庸，向你们手中的强权五体投地；你们永远都无法把他们变成卑躬屈膝的劣等种族。永远都不可能！
杰弗里·坎宁安（Geoffrey D. Cunningham）撰文分析本杰明在分裂危机所起的作用，认为本杰明面对“独立的民意浪潮自愿随波逐流”。1861年2月4日，他与同任印第安纳州参议员的约翰·斯莱德尔（John Slidell）从联邦参议院辞职，路易斯安那州已在9天前投票决定脱离联邦。

## 邦联政治家

### 总检察长

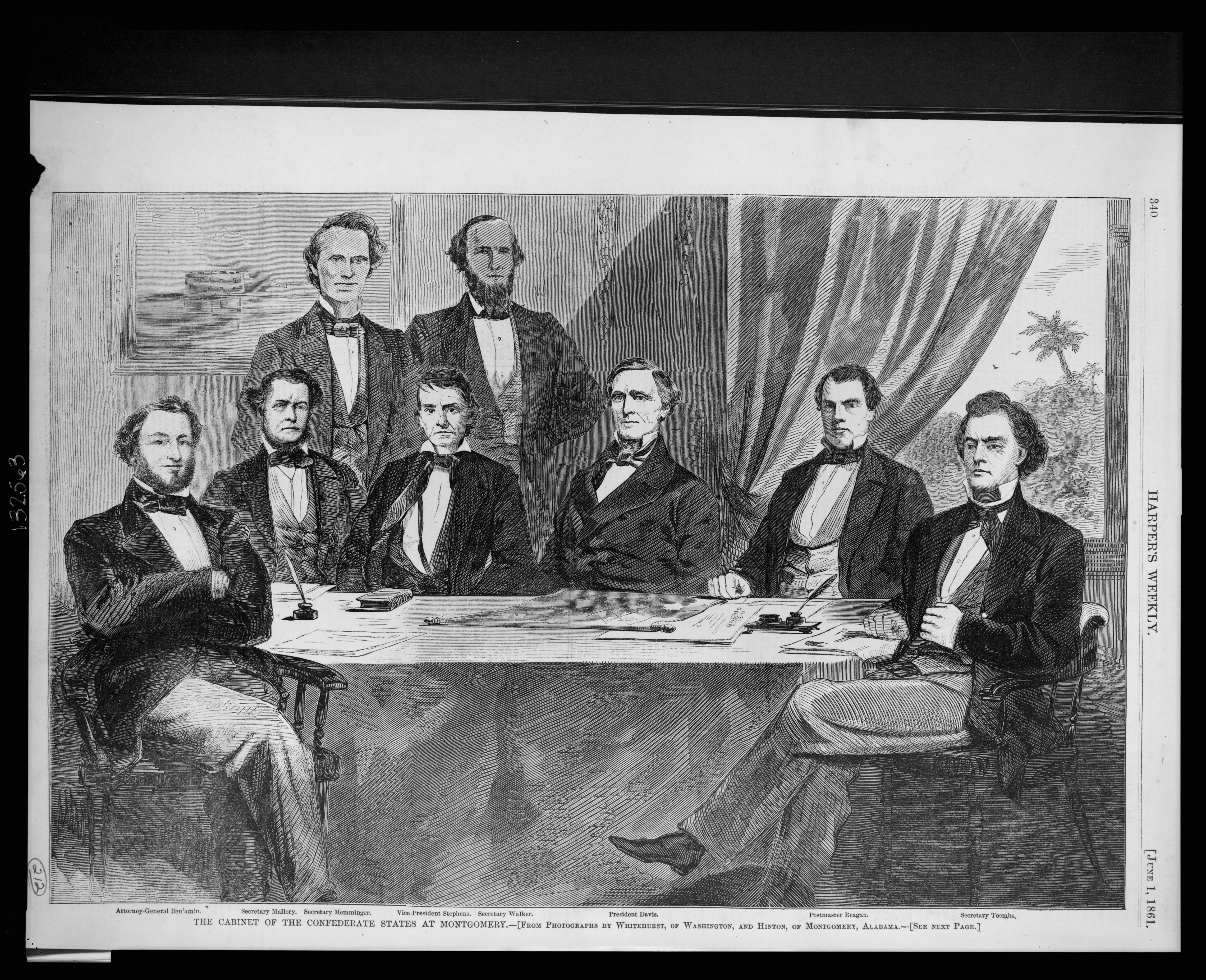
1861年首届美利堅聯盟國內閣，从左至右：本杰明、史蒂芬·马洛里、克里斯托弗·梅明格、亚历山大·斯蒂芬斯、勒罗伊·波普·沃克、傑佛遜·戴維斯、约翰·里根、罗伯特·汤姆斯

本杰明担心离开参议院后会被当成叛徒逮捕，很快就离开首都前往新奥尔良。本杰明辞职当天，美利堅聯盟國臨時國會在亚拉巴马州蒙哥马利会晤并马上推举戴维斯任临时总统，戴维斯2月18日宣誓就职。2月22日，本杰明在新奥尔良家门前的华盛顿生日集会致辞，事实证明这是他最后一次公开演讲。2月25日，戴维斯提名还在新奥尔良的本杰明担任总检察长，临时国会马上就一致批准提名，戴维斯成为北美洲首位任命犹太人进入内阁的行政首脑。
据戴维斯的回忆录记载，本杰明身为律师名气很大，而且两人都曾在联邦参议院任职，本杰明清醒的头脑、井然有序的工作习惯，以及勤于工作的品质都令他非常满意，所以选他加入内阁。米德认为戴维斯想确保内阁包含路易斯安那人，但派本杰明出国争取欧洲政府支持更合适。巴特勒认为选本杰明当总检察长纯属“浪费好材料”。历史学家威廉·戴维斯（William C. Davis）介绍美利坚联盟国政府组成的著作指出，本杰明的职务与啥也不干几乎没区别。新国家此时没有邦联法院和执法官，总检察长基本不起作用，以致蒙哥马利的政府大楼根本没有司法部。
米德认为本杰明担任总检察长期间颇有建树，他能利用这段时间了解戴维斯，与总统搞好关系。本杰明迎来送往，接待戴维斯没有时间面见的权贵及其他人士。他在第一次内阁会议上建议总统安排政府购买15万包棉花运往英国，用收益购买武器并应付将来所需。但大部分内阁官员认为邦联很快就能赢得战争，没有接受他的意见。本杰明不时向其他官员提供法律建议，曾于4月1日告知财政部长克里斯托弗·梅明格（Christopher Memminger）国家进口柠檬与桔类可以免税，但核桃不行。
弗吉尼亚州加入邦联后迁都里士满，本杰明认为该城离北方太近，但反对意见未获采纳。他与小舅朱尔斯·圣马丁（Jules St. Martin）前往新首都，内战期间两人住在一起，估计圣马丁是靠姐夫打通关系得以进入战争部工作。邦联战争部长是亚拉巴马州的勒罗伊·沃克（LeRoy Walker），但身为战争英雄和前美国战争部长的戴维斯自认更有资格执掌该部并下达命令。邦联军队赢得第一次馬納沙斯之役后未能扩大战果进攻哥伦比亚特区，媒体对沃克口诛笔伐。沃克九月辞职参军，军衔准将，戴维斯任命本杰明继任。巴特勒称，戴维斯此时认为本杰明是手下最有能力的官员，几乎任何职位都能胜任。本杰明担任战争部长的同时继续代理总检察长位置直到1861年11月15日。

### 战争部长
身为战争部长，本杰明有责任保卫弗吉尼亚州到德克萨斯州的广阔领土，还要在戴维斯密切关注下监督军队，提供粮草等物资，特别是在几乎没有兵工厂的新生国家保持武器供应。邦联的军用物资基本依赖进口，本杰明认为要当好战争部长，外交事务至关重要。戴维斯决定采用“防守战”策略，邦联等待联邦军来攻再败敌于国门之内，直到林肯不再派兵南侵。总统与新战争部长密切合作，戴维斯知道下属忠于国家和他本人，所以充分信任本杰明。据瓦琳娜·戴维斯回忆，丈夫与战争部长的友谊稳步发展到全面信任，一方面来看像是非常缓慢的和解，另一方面又因和解变得更加稳固。
本杰明担任战争部长半年期间寄出成千上万的邮件。埃文斯称，美国南方对犹太人思想的尊重几乎出于本能，本杰明利用这种偏见交出完美答卷。但是，本杰明依然遇到许多无从着手的严重困难。邦联军队受训军官和普通士兵不足，海军或民用船只、造船和武器产量，乃至枪炮所需火药都无法满足需要。北方完全没有这些问题，而且封锁南方获取欧洲物资的途径，不但施行运输封锁，还抢购南方可能买到的资源。包括军官在内的军人酗酒，以及难以预料北方从何处挥师南下都对本杰明的工作构成巨大挑战。此外，本杰明没有从军或在行政部门工作的经历，所以一旦与总统出现分歧立场就很尴尬。
犹大·本杰明，衣冠楚楚的犹太人，

光鲜亮丽的黑眼律师和美食家，

能力出众、充满活力地面对生活，

他总是面带微笑，

环顾会议大厅。

待人一直像丝稠般圆滑，

心智敏捷、精明、流畅，

如同用老式天平称重的外邦人。
1861年末，坚定支持联邦、反对邦联的东田纳西人起义，本杰明遵照戴维斯的命令派兵。动乱平定后，本杰明和戴维斯不知该如何处理俘虏的叛军领袖威廉·布朗洛（William G. Brownlow），最后只能放他前往联邦控制区，希望此举能促使林肯释放邦联战俘。布朗洛被俘期间宣称，（犹大·）本杰明对他肯定不会有什么宽容举动，就像当年加略人猶大对待耶稣一样。
邦联军将领有时与本杰明发生冲突。P·G·T·博雷加德将军赢得第一次馬納沙斯之役后便是部队战争英雄，但本杰明认为博雷加德在手下新增火炮部队的要求未获法律授权，导致两人关系紧张。估计战争部长不过是转达总统的看法，博雷加德质疑本杰明的主张，但戴维斯支持部长，要求将军“别再想这种小事，面对敌对分子你还有更重要的问题值得深思”。1862年1月，石牆傑克森带兵深入西弗吉尼亚州，把威廉·劳林（William W. Loring）所部留在罕布什尔县县城罗姆尼（Romney）。劳林所部与杰克森其他部队相距太远而且缺乏物资，劳林及其他军官呈请战争部要求返回，本杰明与总统商议后令下令召回部队，理由是江湖传言声称联邦军在当地活动。杰克逊遵命行事，但在写给本杰明的信中要求调离前线，否则他就辞职，最后在邦联高管安慰下撤回信中要求。
各州政府权力很大，对邦联事务和本杰明的工作不利。乔治亚州州长约瑟夫·布朗（Joseph E. Brown）一再要求该州军人返回守御，并要求中央政府提供武器。北卡罗来纳州州长亨利·克拉克（Henry T. Clark）同样要求该州军人回归防御沿海。北卡罗来纳州沿海的哈特拉斯角（Cape Hatteras）失守，邦联部队撤到罗阿诺克岛，如果该岛失陷，沿海众多港口将面临威胁，弗吉尼亚州诺德克可能遭遇地面部队来袭。
罗阿诺克岛部队指挥、弗吉尼亚州州长亨利·怀斯（Henry A. Wise）将军要求邦联政府增兵并提供补给，但联邦军的封锁导致南方物资紧缺，军火库空空如也只不过消息没有公开，战争部无法提供武器。本杰明和戴维斯期望岛上兵力能顶住联邦军攻势，但1862年2月登陆来攻的兵力实在太多，以泰山压卵压之势迅速击溃邦联守军。加上联邦军将领尤利西斯·辛普森·格兰特连续攻克田纳西州亨利堡和多尼尔森堡，邦联遭遇前所未有的严重军事打击，以怀斯将军为首的公众舆论把矛头对准本杰明。
南北战争过去25年后，人们才知道本杰明和戴维斯当时决定不透露军火不足的消息，由战争部长充当替罪羊。对实情一无所知的《里士满考察报》（Richmond Examiner）指责本杰明“自满到愚蠢”。作家玛丽·切斯纳特的日记写道：“暴民称他是戴维斯先生的犹太宠物”。怀斯家族始终没有原谅本杰明，后者在南方人眼中的形象急剧恶化。怀斯将军之子詹宁斯·怀斯（Jennings Wise）上尉死在罗阿诺克岛，亨利之孙约翰·怀斯（John Wise）1936年接受米德采访时表示：“都怪那个坐在桌前的犹太胖子”。怀斯将军另有一子也叫约翰·怀斯，他1899年推出人气极高的南北战争时期南方题材著作《时代终结》（The End of an Era），书中谴责本杰明“空比南方其他公民领袖都有头脑，但却最是没心没肺……对犹大·本杰明来说，邦联垮台不过换个鸟窝”。
美利坚联盟国国会组建特别委员会调查此轮惨败，本杰明前往做证。国务卿罗伯特·亨特与总统发生争执后辞职，戴维斯1862年3月任命本杰明接手。瓦琳娜·戴维斯批出，本杰明遇到的战败根本没有谁能避免，但国会议员还是想把他赶下台；总统此时已把他视为挚友和得力助手，决定补偿他遭受的不公待遇，所以晋升本杰明担任国务卿。里士满作家莎莉·安·布洛克·普特南（Sallie Ann Brock Putnam）的日记写道：“本杰明先生未得谅解……总统冒天下之大不韪的举动颇显不智、独断而草率，是在拿他的名声冒险……此后（本杰明）在邦联一直不得人心，特别是弗吉尼亚州”。特别委员会的报告表示，罗阿诺克岛之役失利应由怀斯的上级本杰明·胡格（Benjamin Huger）少将，“以及前战争部长本杰明”担责。

### 国务卿
本杰明担任国务卿期间主要争取英法两国承认美利坚联盟国，靠这类强国带头其他国家才可能跟进，为邦联和对外贸易增加保障和筹码，进而有望救国于水火。

#### 邦联外交政策基础

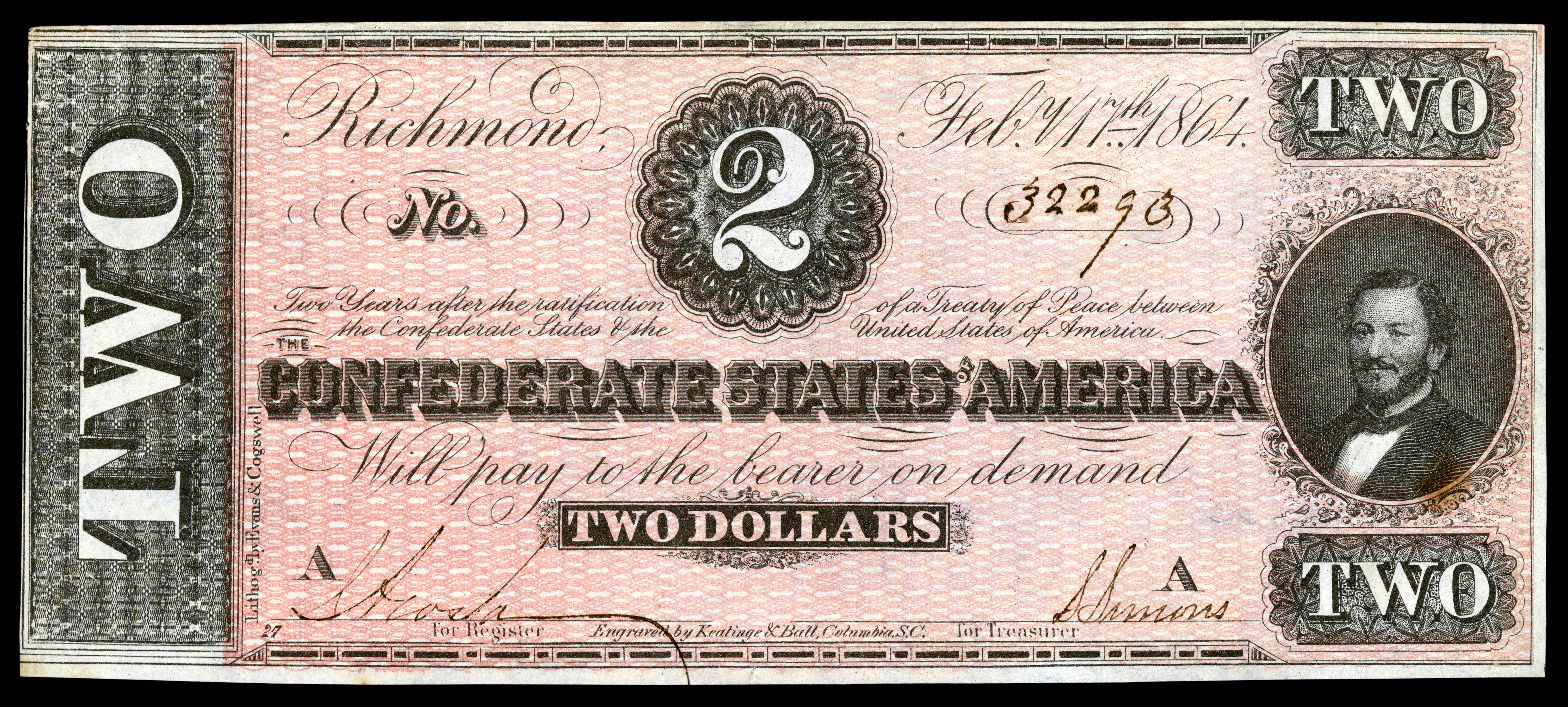
1864年美利坚联盟国二美元纸币印有本杰明的头像

美国南部的棉花价格实惠，19世纪50年代已显著推动欧洲工业发展。英国纺织厂在19世纪上半叶如雨后春笋般涌现，1860年消耗的棉花超出其他工业化国家和地区总和。1853年《经济学人》发文指出：如果美国发生重大社会或物理变故，英格兰从兰兹角（英格兰最西端）到约翰奥格罗茨（John O'Groat's，英格兰东北角）都会感觉到震动。我国近两百万同胞的生活……都靠线头维系。
1855年，俄亥俄州人士大卫·克里斯蒂（David Christy）出版《棉花为王：从政治经济学角度看奴隶制》（Cotton Is King: or Slavery in the Light of Political Economy）。著作宣称棉花流通对工业化世界至关重要，棉花此时是美国头号出口产品，切断供应将引发重大灾难，北方也不能幸免。这种观点后来人称“棉花王”理论，戴维斯深信不疑。本杰明同样发言鼓吹“棉花王理论”，但巴特勒推测他毕竟对欧洲有直接认识，很可能知道实际情况没这么乐观。
战争来临之际，戴维斯不顾本杰明的建议对尚未承认美利坚联盟国的国家禁运棉花，打算迫使英法为首的国家承认邦联。北方此时力图以封锁等手段阻止南方港口出口棉花，戴维斯的命令可谓正中林肯与国务卿威廉·H·苏厄德下怀。战争爆发时英国已有大量棉花库存，只要工厂不是全面投产足以保障一年左右所需。英国众多要人相信南方会赢得战争，但无意在邦联以军事胜利拒敌于国门之外前承认里士满政府。这很大程度上是因为英国人反感奴隶制，同时也想和联邦政府维持友好：1862年的旱情迫使英国从联邦进口大量小麦和面粉。此外，苏厄德曾暗示美国扩张分子可能盯上防御薄弱的加拿大殖民地，英国对此非常担心。

#### 任命
戴维斯1862年3月17日提名本杰明任国务卿，参议院很快确认。有议员提出动议要求参议院重新考虑是否确认提名，但以8票赞成、13票反对未通过。巴特勒指出，从政治角度来说，任命本杰明对戴维斯没什么好处，南方白人普遍不理解本杰明的行事，而且多少有些反感。南方此时基本没有人公开反对戴维斯，所以此次任命没有引来批评，但同样无人叫好。米德指出，众多颇具影响的报纸保持沉默就不是好兆头。本杰明执掌战争部引起如此严厉的批评后却迎来晋升，导致人们首度对戴维斯政府严重缺乏信心。
米德在书中写道，国务卿需与总统密切合作，如此来看本杰明应该是最合适的人选他与总统夫妇关系都很密切，与瓦琳娜就战争局势和戴维斯的身体状况相互鼓励。“这反过来又帮他度过那段最难熬的时光”。
本杰明经常光顾里士满的赌博场所玩扑克或法罗纸牌。英国记者威廉·霍华德·拉塞尔公开他赌博的消息，本杰明对此颇感愤怒，认为此举侵犯他的私生活。拉塞尔的报导称本杰明赌博时毫无风度，但他一向以赌品良好闻名，这也令他非常生气。

#### 任职早期（1862至1863年）
1861年10月，联邦军舰拦截英国“特伦特号”邮轮并扣押邦联外交官詹姆斯·梅森（James Mason）和约翰·斯莱德尔及其私人秘书，史称特伦特号邮轮事件。美国和英国差点开战，外交官获释后才缓解局面。本杰明上映时，梅森与斯莱德尔分别是邦联驻伦敦和巴黎使节，争取两国政府承认美利坚联盟国。美国南方与欧洲的交流事倍功半，公文经常丢失或落入北方之手，本杰明无意大费周折变更亨特担任国务卿时给予梅森等人的指示。1863年邦联与欧洲的联络成效已有改善，本杰明命令海外公文发往百慕大或巴哈马，再用偷渡船送到邦联。
本杰明争取欧洲国家承认的胜算与邦联军事局面休戚与共。1862年6月底，羅伯特·E·李将军在七天戰役的半岛会战击退联邦军将领乔治·B·麦克莱伦，缓解里士满的燃眉之急。本杰明通过斯莱德尔向法国皇帝拿破仑三世提议法国干预南北战争帮助邦联，换取美利坚联盟国的贸易让步，拿破仑对此态度友善，但事实证明法国无意在英国袖手时行动。1862年8月，梅森对英国政府大臣甚至拒绝见面愤怒不已，扬言辞职。本杰明安慰他冷静，称梅森不应遭受这等污辱，但也不必毫不商量就要辞职。
1862年9月血腥的安提頓戰役以北方战略胜利告终，罗伯特·李首次大规模入侵北方的行动宣告失败，林肯对联邦军信心十足并发布《解放奴隸宣言》。英国报纸嘲笑林肯虚伪至极，只解放南方地区奴隶，但他在邦联控制区根本说了不算。满以为李会在安提頓戰役大胜的英国官员对结果深感震惊，再度考虑是否干预美国内战。安提顿战役是南北战役伤亡最惨重的一天，英国认为战役期间的僵持消耗表明战争全面进入僵局，南北阵营的拼死互掐可能持续多年，英国工厂没有棉花投产，人民要忍饥挨饿。法国认可英国的看法。
本杰明的外交事业在1862年最后几个月迎来高潮。英国财政大臣威廉·格萊斯頓十月表示对邦联胜利很有信心：“杰佛逊·戴维斯及其他南方领导人无疑已组建陆军，他们似乎还在组建海军，更重要的是他们已经建国。”拿破仑同月向英国和俄国（俄国此时是美国北方的盟友）提议三国出面提议停战半年调停并结束封锁，如此计划一旦落实很可能导致南方实现独立。英国内阁对此难以达成共识，但在首相第三代巴麥尊子爵亨利·坦普爾与战争大臣乔治·康奈沃尔·刘易斯（George Cornewall Lewis）敦促下于11月中旬决定继续观望，等待邦联击败联邦军再承认美利坚联盟国。支持干预的一方继续等待机遇，但越来越多的英国公众意识到《解放奴隸宣言》意味着联邦军胜利就会终结奴隶制，通过政治手段已经不可能迫使南方屈服。
本杰明无权采取任何可能危及邦联奴隶制的手段促成外国干预，米德认为这对外交事业阻碍极大，很可能是邦联外交官折冲樽俎最后还是竹篮打水的根本原因。本杰明认为拿破仑背叛联邦，换取林肯当局承认法国在墨西哥扶持的统治者马西米连诺一世。
埃米勒·埃兰杰公司（Erlanger et Cie）在巴黎主动联系斯莱德尔，愿为邦联提供条件优厚的贷款。拟议条款包含向埃兰杰公司支付的大笔佣金，南方赢得战争后债权人有权以折扣价买棉花。业主弗雷德里克·埃米勒·埃兰杰1863年初前往里士满与本杰明面谈，实际交易应该是财政部长梅明格负责。埃兰杰对条款略有让步，但对他的公司来说仍然利益丰厚。本杰明认为交易划算，能提供邦联急需向欧洲代理人支付的资金。

#### 局势恶化（1863至1865年）
1863年7月初的蓋茨堡之役和維克斯堡攻城戰都是联邦军胜利，包括英国在内的其他国家已经不大可能承认举步维艰、即将离开历史舞台的奴隶制邦联。同年八月，本杰明写信通知梅森，总统认为英国不会承认邦联，梅森可以自行离开该国。十月戴维斯前往田纳西州期间，本杰明得知驻薩凡納英国领事要求加入邦联军队的英国臣民不得继续对抗联邦军。国务卿召开内阁会议，决定驱逐邦联占领区的英国领事，再用信告知总统。埃文斯认为，本杰明此举相当于代理总统职权，是美国史上首位犹太人总统。
本杰明执掌的美利坚联盟国特勤局负责在北方开展秘密行动，为前美国内政部长雅各布·汤普森（Jacob Thompson）提供资金，用于幕后资助可能在政治上对林肯不利的行动。特勤局尽力为和平派民主党造势，但事实证明机构最具影响的行动还是从加拿大省突袭佛蒙特州圣奥尔本斯和火烧纽约未遂。内战结束后，这些活动促使外界指控本杰明和戴维斯与林肯遇刺案脱不了干系，曾获本杰明资助的邦联信使约翰·苏拉特（John H. Surratt）因涉嫌与约翰·威尔克斯·布斯阴谋绑架和刺杀林肯受审，但陪审团最后认定罪名不成立。
邦联面临的军事局面日趋严峻，当局不得不开始考虑解放并征收男奴入伍这类1861年时还无法想象的选择。米寇（B. H. Micou）的亲属曾与本杰明合伙开办律师事务所，他1863年8月给本杰明写信，提议用黑人对抗联邦军。本杰明在回信中表示这无论在法律还是财政角度都行不通，奴隶继续劳作就能为国提供宝贵贡献。米德认为“本杰明只从现实角度认为米寇的计划行不通，除此以外没有反对意见——他不反感该方案的激进思想”。负责与英国金融机构接洽的政府代理人詹姆斯·斯彭斯（James Spence）敦促解放奴隶换取英国承认，如此立场与邦联政策冲突，但本杰明任由斯彭斯继续任职，直到1863年末才解除他的职务。英国表面保持中立，但却有数以万计的爱尔兰人加入联邦军，本杰明派人前往爱尔兰设法阻止，还派达德利·曼（Dudley Mann）到罗马推动教皇庇護九世下令禁止信奉天主教的爱尔兰人参军。教皇对邦联处境表示同情，但没有满足本杰明的要求。
1864年1月，田纳西军团邦联将领帕特里克·克莱本（Patrick Cleburne）提议解放并武装黑奴，戴维斯听说后拒绝，同时下令消息保密。埃文斯指出，本杰明“很早以前就有类似构想，如此受人推崇的军官提出建议或许正是他所需动力”。1864年对邦联来说堪称灾难，彼得斯堡围城战给予罗伯特·李所部致命一击，联邦军将领威廉·特库姆塞·舍曼焚烧亚特兰大，随后朝向沿海的军事行动更令乔治亚州满目疮痍。本杰明敦促戴维斯派同乡邓肯·肯纳（Duncan Kenner）前往巴黎和伦敦，以解放黑奴换取两国承认美利坚联盟国。戴维斯只同意逐步解放奴隶，法国皇帝与英国首相都拒绝提议。本杰明仍不灰心，1865年2月在里士满期的群众大会上呼吁解放并武装奴隶。同年三月国会终于提出法案，但限制多多而且为时太晚，无法影响战争结局。
林肯赢得1864年11月的大选，并在1865年1月派使者弗朗西斯·布莱尔前往里士满，希望中止流血、恢复联邦。两方同意在弗吉尼亚州門羅堡会晤，本杰明为副总统亚历山大·斯蒂芬斯（Alexander Stephens）领头的南方会议代表起草指示，其中用词立场模糊，但戴维斯坚持修改指示行文，把南方与北方分称“两国”。此举是汉普顿罗兹会议（Hampton Roads Conference）不欢而散的重要原因，林肯不考虑把南方视为独立国家，坚持保存联邦并解放奴隶。

## 逃亡
1865年3月，美利坚联盟国在军事上已陷绝地，大部分人口中心沦陷，李将军负责防御里士满，但面对规模庞大的联邦军已是摇摇欲坠。本杰明一如既往地保持幽默，4月1日晚他在国务卿办公室哼唱自创小调《从肖克山离开》（The Exit from Shocko Hill），“肖克山”指里士满墓地云集的肖克伊高地（Shockoe Hill）。4月2日，李发来的信息表示只能短时间阻挡联邦军占领里士满最后一条还能通往外界的铁路——里士满与丹维尔铁路，此后还在首都的人将无处可逃。当晚23点，总统和内阁官员登上开往丹维尔的火车离开。据海军部长史蒂芬·马洛里（Stephen R. Mallory）回忆，本杰明的“希望和幽默感无穷无尽……结合‘永不弃船’的氛围，他谈到其他伟大的民族事业，都曾遇到远比我们此时更加悲观的境遇并卷土重来”。
本杰明抵达丹维尔后向银行家借宿，与他人共用房间，丹维尔此后一周是邦联首都，直到李将军在阿波马托克斯法院之战兵败投降。邦联政府至此彻底失去军队保护，丹维尔将在数天内落入联邦军之手。戴维斯与本杰明等内阁官员向南逃往北卡罗来纳州格林斯伯勒，他们的火车经过哈伍河仅五分钟后，突袭而至的联邦骑兵便焚毁桥梁，切断后方火车追随戴维斯的道路。
格林斯伯勒市民担心联邦报复，不敢为戴维斯一行提供多少方便，本杰明及其他内阁官员只能坐进货运车厢。江湖传言称德克萨斯州还有邦联大部队活动，戴维斯打算前往。内阁在格林斯伯勒会晤，博雷加德将军与约瑟夫·E·约翰斯顿阐述当前惨淡局势。本杰明一如既往地支持戴维斯，总统决心继续斗争，流亡政府4月15日继续南下。铁路已被切断，大部分内阁官员只能骑马，但肥胖的本杰明表示不到万不得已他实在不想骑马，与朱尔斯·圣马丁等人共乘救护车。为娱乐众人，他还向大家朗诵丁尼生的《惠灵顿公爵之死颂》（Ode on the Death of the Duke of Wellington）。
本杰明抵达夏洛特后在犹太商人家中借宿，等待陷入僵局的投降谈判结束。本杰明不再支持戴维斯继续战斗的计划，向总统和其他内阁官员表示已经没有希望。谈判失败后部分追随者离开戴维斯，但本杰明仍与总统同行，5月2日逃到南卡罗来纳州阿布维尔后，他把暂时与总统等人分开逃亡的计划告诉戴维斯，自称打算前往巴哈马，将命令发给驻外使节再到德克萨斯州与总统会合。威廉·戴维斯认为本杰明为人务实，只要能脱身就肯定不会返回南方。告别时邮政署长约翰·里根（John Reagan）问他去哪儿，本杰明回答“去离联邦最远的地方，哪怕中国也行”。
本杰明乘破烂的马车南逃，假装是不会英语的法国人。他把大部分财产留给亲属，身上带有些许黄金。他的逃亡方向与戴维斯等人基本相同，但正好避开抓到戴维斯的联邦军。5月13日抵达佛罗里达州蒙蒂塞洛后，本杰明得知联邦军就在附近的麦迪逊，他决定独自骑马上路，伪装成南卡罗来纳州农夫沿佛罗里达州的墨西哥湾海岸线向东面和南面继续逃跑。约翰·莱斯利（John T. Lesley）、詹姆斯·麦凯（James McKay）与查尔斯·詹姆斯·芒纳林（C. J. Munnerlyn）一起把本杰明藏在沼泽地，最后把他送到佛罗里达州西南沿海的埃伦顿甘布尔庄园。此后他靠偷渡船长弗雷德里克·特雷斯卡（Frederick Tresca）援手逃到巴哈马比米尼岛。特雷斯卡的船遇到美国军人检察时，本明杰假装成船上的犹太厨师，其中一人声称这是他首次见到犹太人干体力活。本杰明乘运输海绵的船离开比米尼岛前往拿骚，船在途中爆炸，他与三名黑人船员竭尽全力回到比米尼岛。特雷斯卡的船尚未离开，本杰明包船前往拿骚，再乘船到达哈瓦那，1865年8月6日踏上前往英国的船。他的厄运依旧，船在离开聖托馬斯島后起火，船员费尽周章才扑灭。1865年8月30日，本杰明抵达英格兰南安普敦。

## 流亡
本杰明在伦敦停留一周协助梅森为邦联事务收尾，再到巴黎探望战争爆发后再也没有见面的妻女。巴黎友人劝他加入当地商业公司，但本杰明担心联邦和苏厄德会从中作梗。他想在新国家重走昔日道路，在英格兰当大律师。他的大部分财产已遭破坏或没收，必须赚钱糊口并养育亲属。战争期间他曾购买棉花用偷渡船送来英国，所以在该国还有财产。
本杰明1866年1月13日进入林肯律師學院，不久就拜入理財法院首席法官查尔斯·爱德华·波洛克（Charles Edward Pollock）之子查尔斯（与父同名）门下研读法律，后者根据父亲的指示教导本杰明。本杰明此时已经54岁，其他学员比他年轻30岁之多，大家都应该完成3年共12期学习。但从本杰明去世后《泰晤士报》刊登的讣告来看，“美利坚联盟国国务卿獲免除三年无利可图的见习期”，并在1866年6月6日認可為大律師。
本杰明取得大律师资格后加入利物浦所在的北方司法巡回区，这样他的新奥尔良人脉和对商务的了解能发挥最大作用。从业早期他曾为遭联邦政府起诉的前邦联政府代理人辩护，联邦政府声称被告掌握该国资产要求收回，本杰明在“美国诉瓦格纳案”（United States v Wagner）进入上诉阶段后落败，但在“美国诉麦克雷案”（United States v McRae）还以颜色。1866年5月奥弗兰德与古尼公司（Overend, Gurney and Company）倒閉，本杰明遗留的资产基本损失殆尽，他因急需进账沦为《每日电讯报》国际事务专栏作家。
露絲·貝德·金斯堡大法官称本杰明“重走路易斯安那州的老路，靠出版在新同仁间打响名气”。保险公司许以优厚报酬征求复杂的管理文件，许多律师因截止时间太短放弃，本杰明只花少许时间研究后就动笔，全文没有更正或删减。1868年，本杰明出版《个人财产买卖法论述，参考美国判例、法国法律和民法》，著作简称《本杰明买卖法》（Benjamin on Sales），是英美经典法学著作，助力本杰明的大律师事业腾飞。1884年本杰明去世前该书已两度再版，2010年发行第八版。“《本杰明的货物买卖法》”如今已是“普通法图书馆”中英国民法的关键组成。
1867年，里士满法庭起诉本杰明、戴维斯、李等人向美国挑起战争，但诉状很快撤销。1868年戴维斯保释后抵达伦敦，本杰明建议前总统不要起诉得罪他的作家，因为这等于为对方作品宣传。本杰明与戴维斯保持通信往来，并在对方到访欧洲期间多次见面，只是两人关系再也没有像战争期间那般密切。
1869年7月，本杰明取得蘭開夏御用大律師头衔。1872年初获封的御用大律师很多，但不包括本杰明，《泰晤士报》的讣告称他当时报过名。同年他在英国上议院参与“波特诉兰金”案（Potter v Rankin）辩论，哈瑟利勋爵（Lord Hatherley）对他的表现非常满意，很快就发出优先权特许状授权本杰明御用大律师特权。本杰明打响名气后专注上诉或其他法官裁决案件，不再参与陪审团案件，他在后一类案件的表现往往不及前者。担任大律师的最后几年里，除英国议会或樞密院审理的案件外，他到任何法院出庭都要额外收取100几尼（105英镑）。1875年，他当上林肯律师学院法学会资深会员。
1881年，本杰明在英国上议院为提斯伯恩继承人悬案当事人亚瑟·奥顿（Arthur Orton）辩护。奥顿是新南威爾士州沃加沃加屠户，自称是多年前失踪的罗杰·提斯伯恩（Roger Tichborne）從男爵，但他在为自我主张辩护的过程中犯下伪证罪，被判14年有期徒刑，本杰明意图推翻判决，但徒劳无功。

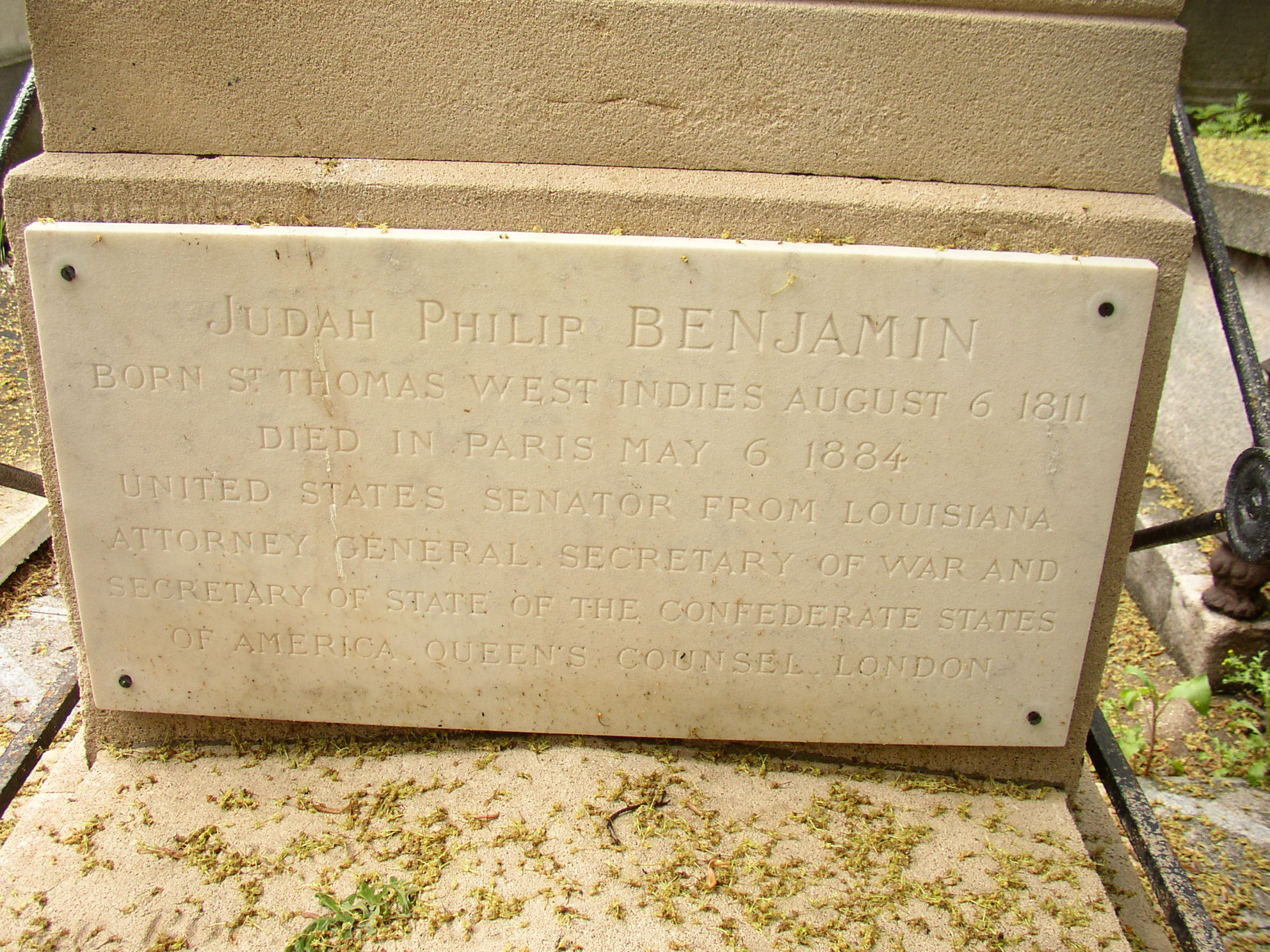
巴黎拉雪兹神父公墓的犹大·本杰明之墓

本杰明步入晚年后身体不佳，1880年因在巴黎电车上摔倒身受重伤，还患有糖尿病。1882年末他在巴黎心脏病发，医生要求他退休。1883年6月，本杰明的身体已有显著改善，并到伦敦参与英国法官与律师为他举办的荣誉晚宴。返回巴黎后，他的心脏病在1884年初复发。1884年5月6日，犹大·菲利普·本杰明在巴黎谢世，娜塔莉此前为丈夫安排的临终圣礼遵照天主教习俗，葬礼在教堂举行，遗体葬入拉雪兹神父公墓圣马丁家族墓穴。他的墓前没有留下姓名，直到1938年邦联女儿联合会巴黎分会立碑。

## 评价
本杰明是史上首位信奉犹太教的美国参议员。他父亲的堂表亲戴维·尤里（David Yulee）曾于1845年宣誓就任佛罗里达州联邦参议员，但已放弃犹太教信仰，后来正式皈依基督教。本杰明成年后与非犹太人成婚，他没有加入犹太教堂，也不参与犹太人公共事务。他极少公开谈论自身犹太背景，但这不说明他为信仰感到羞耻。本杰明对犹太信仰的态度部分源于艾萨克·梅耶·怀斯拉比所载，怀斯称本杰明曾于1860年贖罪日在旧金山犹太教堂演讲，但此事真实度存疑，因为当天怀斯不在场，而且旧金山的犹太人报纸对此没有记载。据埃文斯所述，“本杰明传奇”包含传主在参议院辩论时的话，当时北方州参议员引述摩西解放奴隶的典故，意指本杰明是“身穿埃及服装的以色列人”。据称本杰明回答：“我的确是犹太人，先祖在雷电交加的西奈山从神明手中接过十誡时，对手的祖先还在大不列颠的丛林养猪”。考虑到皈依犹太教的英国首相本傑明·迪斯雷利与丹尼爾·歐康諾曾于1835年在英国下议院说过同样的话，上述趣闻可能纯属杜撰。
埃德加·卡恩（Edgar M. Kahn）1968年发表的期刊文章写道：“本杰明的一生堪称典范，面对几乎无法克服的行业障碍，他的决心、毅力，乃至非凡头脑的卓越发挥都无与伦比”。同代人士认可他的头脑：所罗门·德·罗斯柴尔德（Salomon de Rothschild）1861年称本杰明拥有北美洲“最了不起的心智”。但米德对此表示，本杰明的热忱往往不切实际，有时对掌握的知识过分自信。金斯堡大法官称本杰明“一生在两块大陆分别攀上法律事业顶峰，第一次登顶时还是懵懂青年，第二次已是消逝强权的逃亡部长”。戴维斯在本杰明去世后表示，本杰明是邦联内阁最有能力的一员，战争结束后的事业更是充当证明自己当年完全有理由对他充满信心。

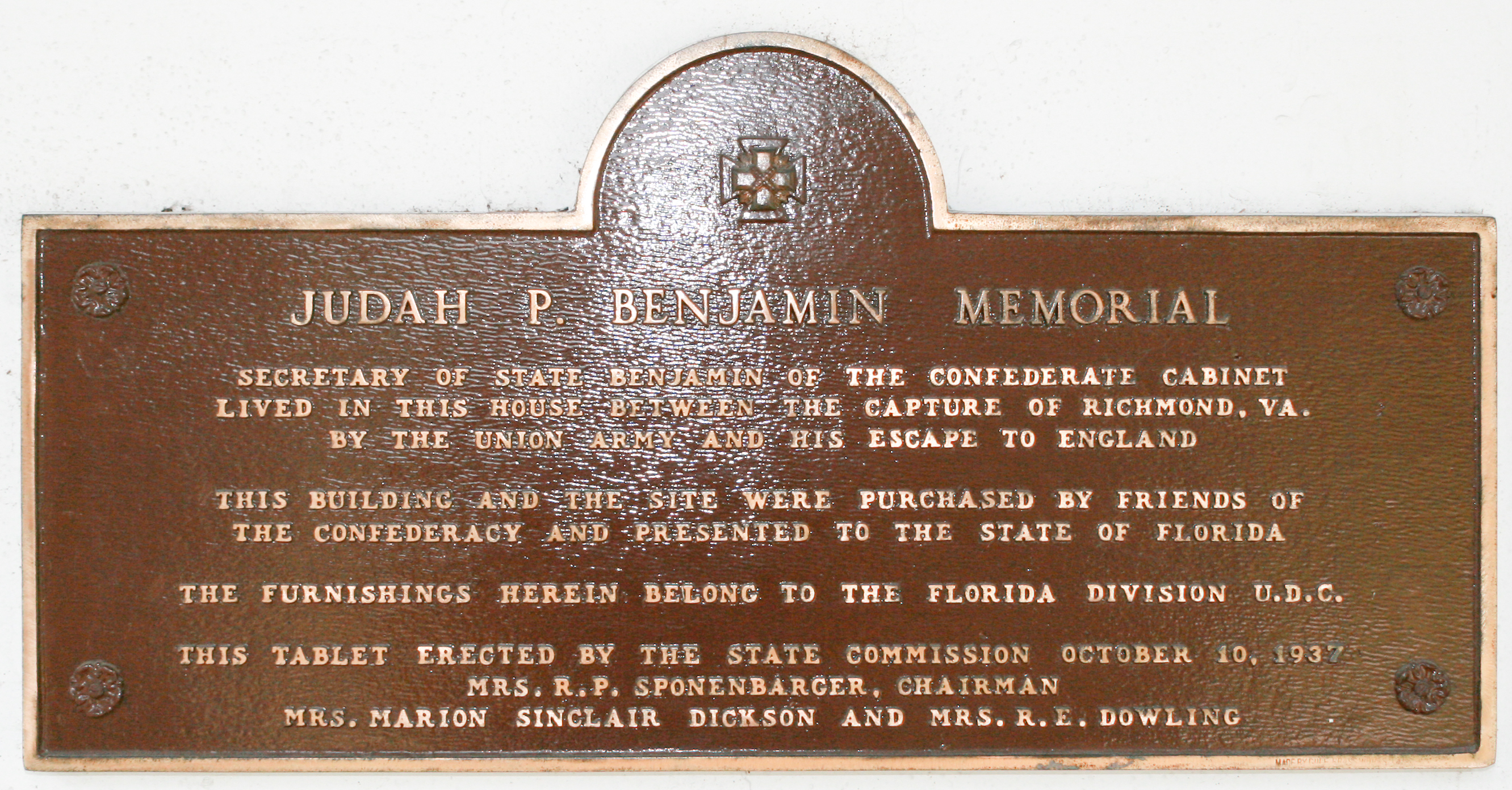
佛罗里达州埃伦顿甘布尔种植园历史州立公园的本杰明纪念牌匾

布鲁克指出，“每个时代都有英勇圣人竭力确保本杰明免于默默无闻，但总是以失败告终”。本杰明销毁私人文件而且没留下回忆录，导致“后世研究人员和历史学家的任务变得极其困难、事倍功半”。与戴维斯和其他邦联领导人相比，本杰明去世后极少成为创作素材，这一定程度上是因为他销毁的原始资料令作家难以着手，戴维斯创作的两卷南北战争回忆录也只有两处提到本杰明。埃文斯认为戴维斯的创作一定程度上是为自我辩护、为青史留名，所以没有理由大肆赞扬本杰明。戴维斯战后一度挣扎求存，可能对本杰明大律师的亮眼表现心怀妒恨，也可能担心指控两人涉嫌刺杀林肯的指控死灰复燃。布鲁克也认为，战争结束后戴维斯沦为阶下囚，其他邦联高官在生死线上苦苦挣扎，本杰明此时却开始事业腾飞，的确可能令南方人心怀不满，但这同样可能源自反犹太情绪。“对于南方重建后守卫邦联记忆的人来说，本杰明变成通常为人忽视的犹太宠物，但又在适当时机跳出来为南方种族隔离政策辩护，反对种族偏见指控”。
犹太史作家不愿歌颂奴隶主，对本杰明的人生感到“尴尬和沮丧”，这种看法在1865年后的两代人身上特别明显，南北战争这段时间仍然是美国政坛的重要议题。直到20世纪30年代，本杰明才开始成为美国历史和美国犹太人编年史的重要人物。不过，汤姆·毛泰恩（Tom Mountain）2009年撰文指出，南北战争过后的100年间，南方人士都把本杰明视为邦联领袖来尊重，许多南方学童不知时任国务卿姓啥名谁，但都知道本杰明。改革派拉比丹尼尔·波利什（Daniel Polish）1988年宣称，本杰明“代表我身为犹太人成长期间遇到的重大困境，既为他感到自豪，又决心坚定追逐民权运动体现的自由与人类团结理想。
伯曼宣称本杰明曾于南北战争期间在里士满的犹太教堂获选上台宣读妥拉，但没有证据证明此事，里士满的现存犹太人文献甚至完全没有提到本杰明。“无论本杰明是否公开遵照犹太信仰行事或贡献犹太事业，他对南方犹太人来说都是同宗教友，是他们中的一员。”埃文斯认为，“本杰明如愿成为南北战争史上的影子人物”。卡恩指出，本杰明是了不起的演说家、律师和政治家，在世界两大强国的律师队伍一骑绝尘。米德进一步表示，世人可能永远都无法全面理解本杰明的人生：
我们可以轻易证明本杰明是邦联内阁仅有的天才，也能证明他在美国和英国的事业比其他邦联政要更加耀眼。但我们仍然面临令人困惑的疑问：犹大·本杰明非常神秘——比其他邦联领袖更难理解。与他相比，李、杰克森、乃至杰佛逊·戴维斯的一生都已非常清楚。对他人生的激烈辩论早在南北战争前便已开始，至今仍未结束。

## 脚注
1. ↑  Landman & 1951–1952，第161–170页
2. ↑  Evans，第3–5页
3. ↑  Evans，第5–6页
4. ↑  Green，Zerivitz & 1991，第9页
5. ↑  Butler，第25–26页
6. ↑  Evans，第7–14页
7. ↑  Meade 1943，第24–29页
8. ↑  Korn，第187页
9. 1 2  Butler，第34–36页
10. ↑  De Ville，第83页
11. ↑  De Ville，第84页
12. ↑  Butler，第36页
13. ↑  Evans，第103–106页
14. ↑  Davis 1994，第179页
15. 1 2 3 4  Brook 2012.
16. ↑  Meade 1943，第36–37页
17. ↑  Meade 1943，第38–39页
18. 1 2 3  Evans，第37–39页
19. ↑  Meade 1943，第46–47页
20. ↑  Butler，第67–70页
21. ↑  Evans，第40–41页
22. ↑  Berman，第184页
23. ↑  Meade 1943，第43页
24. ↑  Evans，第31–33页
25. ↑  Butler，第95页
26. ↑  Kahn，第163–164页
27. 1 2  Evans，第41–42页
28. ↑  Meade 1943，第65页
29. ↑  Kahn，第162页
30. ↑  Kahn 2009.
31. ↑  Butler，第97–98页
32. 1 2 3 4  Ginsburg.
33. ↑  Butler，第99–100页
34. 1 2  Evans，第83页
35. ↑  Butler，第118–119页
36. ↑  Kahn，第157–158页
37. ↑  Meade 1943，第87–91页
38. ↑  Butler，第147–148页
39. ↑  Evans，第32–33页
40. ↑  Butler，第148–149页
41. ↑  Evans，第39–40页
42. ↑  Meade 1943，第93页
43. ↑  Evans，第86–87页
44. ↑  Butler，第116–118页
45. ↑  Meade 1943，第98–99页
46. ↑  Meade 1943，第104页
47. ↑  Butler，第145–146页
48. ↑  Evans，第82页
49. ↑  Evans，第98–99页
50. ↑  Butler，第153–158页
51. ↑  Evans，第102页
52. ↑  Evans，第107–108页
53. ↑  Meade 1943，第136–137页
54. ↑  Meade 1943，第139页
55. ↑  Evans，第93–94页
56. ↑  Meade 1943，第126–128页
57. ↑  Meade 1943，第129页
58. ↑  Meade 1943，第129–130页
59. ↑  Butler，第202–204页
60. ↑  Meade 1939，第470–471页
61. 1 2  Evans，第109页
62. ↑  Cunningham，第19页
63. ↑  Evans，第110页
64. ↑  Meade 1943，第159–160页
65. ↑  Davis 1994，第178–180页
66. ↑  Strode，第251页
67. 1 2  Evans，第116页
68. 1 2  Meade 1939，第471页
69. ↑  Butler，第229页
70. 1 2  Davis 1994，第185页
71. ↑  Meade 1943，第168–169页
72. ↑  Evans，第120–121页
73. ↑  Meade 1943，第178页
74. ↑  Butler，第239–240页
75. ↑  Butler，第240页
76. ↑  Evans，第121–123页
77. ↑  Evans，第122页
78. ↑  Meade 1943，第189–191页
79. 1 2  Evans，第134页
80. ↑  Evans，第vii页
81. ↑  Evans，第132–133页
82. ↑  Meade 1943，第203–205页
83. ↑  Evans，第133–135页
84. ↑  Meade 1943，第198–199页
85. ↑  Butler，第251–252页
86. ↑  Evans，第145–146页
87. ↑  Butler，第251–253页
88. 1 2 3  Evans，第147–148页
89. ↑  Butler，第254页
90. ↑  Evans，第154页
91. ↑  Butler，第255页
92. ↑  Evans，第154–155页
93. ↑  Evans，第155页
94. 1 2  Butler，第256页
95. ↑  Meade 1943，第248–250页
96. ↑  Owsley，第1–11页
97. ↑  Owsley，第15–19页
98. ↑  Evans，第116–117页
99. ↑  Owsley，第39–41页
100. ↑  Evans，第223页
101. ↑  Evans，第222页
102. ↑  Meade 1943，第235页
103. ↑  Butler，第275页
104. 1 2  Meade 1943，第241页
105. ↑  Evans，第215页
106. ↑  Evans，第217–218页
107. ↑  Stahr，第307–323页
108. ↑  Meade 1943，第247–249页
109. ↑  Evans，第185–187页
110. ↑  Meade 1943，第260–261页
111. ↑  Evans，第191–193页
112. ↑  Jones，第115–117页
113. ↑  Meade 1943，第257页
114. ↑  Evans，第195页
115. ↑  Meade 1943，第256页
116. ↑  Jones，第137–144页
117. ↑  Jones，第154–156页
118. ↑  Meade 1943，第261–263页
119. ↑  Jones，第184页
120. 1 2  Evans，第194页
121. ↑  Evans，第194–197页
122. ↑  Meade 1943，第271页
123. ↑  Evans，第236页
124. ↑  Evans，第240–241页
125. 1 2  Mountain & 2009，第7页
126. ↑  Meade 1943，第300–301页
127. ↑  Evans，第340–341页
128. ↑  Meade 1943，第289–290页
129. ↑  Meade 1943，第291页
130. ↑  Evans，第234–235页
131. ↑  Meade 1943，第296–297页
132. ↑  Evans，第249–250页
133. ↑  Meade 1943，第304–305页
134. ↑  Evans，第267页
135. ↑  Evans，第273–279页
136. ↑  Evans，第282–291页
137. ↑  Evans，第277–281页
138. ↑  Davis 2001，第54–55, 79页
139. ↑  Davis 2001，第58–59页
140. ↑  Meade 1943，第312页
141. ↑  Meade 1943，第313页
142. ↑  Davis 2001，第112–119页
143. ↑  Davis 2001，第126–128页
144. ↑  Meade 1943，第315–316页
145. ↑  Evans，第307–310页
146. ↑  Davis 2001，第243–244页
147. ↑  Davis 2001，第244–245页
148. ↑  Davis 2001，第316–319页
149. ↑  Project Parrish.
150. ↑  Men of Mark in Georgia.
151. ↑  Gamble Plantation Historic State Park.
152. ↑  Davis 2001，第353–356页
153. ↑  Meade 1943，第323–325页
154. ↑  Evans，第326–327页
155. 1 2 3 4 5  MacMillan，第3页
156. ↑  Best，第5页
157. 1 2 3  Benjamin, Q.C.
158. ↑  Meade 1943，第335–336页
159. ↑  Evans，第344页
160. ↑  Benjamin's Sale of Goods.
161. ↑  Common Law Library.
162. ↑  Meade 1943，第344–345页
163. ↑  Best，第7页
164. 1 2  MacMillan，第4页
165. ↑  Meade 1943，第370页
166. ↑  Meade 1943，第377–379页
167. ↑  Evans，第398–403页
168. ↑  Evans，第47–48页
169. ↑  Evans，第91–92页
170. ↑  Evans，第94–95页
171. 1 2  Evans，第97页
172. ↑  Butler，第434页
173. 1 2  Kahn，第158页
174. ↑  De Ville，第82页
175. 1 2  Meade 1939，第478页
176. ↑  Kahn，第164页
177. 1 2 3  Evans，第xiii–xix页
178. ↑  Evans，第386–387页
179. ↑  Evans，第388–389页
180. ↑  Evans，第xiii页
181. ↑  Berman，第182页
182. ↑  Evans，第xii页
183. ↑  Meade 1939，第469页

## 扩展阅读
- Judelson Alan, Paul. . Brown University Press. 1981  [2021-04-18]. （原始内容存档于2021-04-20）.